# Pseudagrion bernardi
Pseudagrion bernardi – gatunek ważki z rodziny łątkowatych (Coenagrionidae). Występuje w zachodniej części Afryki Środkowej; stwierdzono go na terenie Konga, Demokratycznej Republiki Konga i Gabonu.